# سیارک ۱۱۷۴
سیارک ۱۱۷۴ (به انگلیسی: 1174 Marmara، نامگذاری:1930UC) هزار و صد و هفتاد و چهارمین سیارک کشف شده‌است که در ۱۷ اکتبر ۱۹۳۰ و در هایدلبرگ کشف شد.
قدر مطلق سیارک برابر ۱۲٫۰۰ است.